# Рохас, Габриэль
Габриэль Эрнан Рохас (исп. Gabriel Hernán Rojas; родился 22 июня 1997 года, Буэнос-Айрес) — аргентинский футболист, защитник клуба «Расинг (Авельянеда)».

## Биография
Рохас — воспитанник клуба «Сан-Лоренсо». 18 ноября 2016 года в поединке Кубка Аргентины против «Химансии Ла-Плата» Габриэль дебютировал за основной состав. 25 марта 2017 года в матче против «Кильмеса» он дебютировал в аргентинской Примере. 13 апреля в поединке против чилийского «Универсидад Католика» Рохас дебютировал в Кубке Либертадорес.
В 2019 году был отдан в аренду в «Пеньяроль». Вместе с «ауринегрос» занял второе место в чемпионате Уругвая.

## Достижения
- Вице-чемпион Уругвая: 2019